# Папа Калист II
Папа Калист II (око 1065—13. децембар 1124) је био 162. папа од 1. фебруара 1119. године до своје смрти. Познат је по склапању Вормског конкордата којим је окончана борба за инвеституру, као и по одржавању Првог латеранског сабора. 

## Биографија
Гај је био четврти син Вилијама I, бургундског грофа, једног од најбогатијих европских владара. Припадао је кругу највишег европског племства. Био је рођак италијанског краља Ардуина од Ивреје. Сестра Гизела била је удата за Хумерта II од Савоје, а затим за Рајнера I Палеолога. Друга сестра, Мод, била је супруга Ода I од Бургундије. Брат Рајмунд био је ожењен Ураком од Леона. Отац је будућег краља Алфонса VII од Леона. Брат Иго био је надбискуп Безансона. Гај се у изворима први пут јавља 1088. године као надбискуп Вјена. Подржавао је папство у борби за инвеституру. Као надбискуп, именован је за легата папе Паскала II у време када је Паскал, под притиском светоримског цара Хенриха V, приморан да изда Привилегијум (1111) којим се одрицао многих права које је предвиђао папа Гргур VII. Ова Паскалова одлука наишла је на широку опозицију, укључујући и Гаја који је присуствовао Латеранском сабору из 1112. године. По повратку у Француску, Гај је сазвао сабор француских и бургундских бискупа у Вјену на коме је бачена анатема на Хенрика који је насиљем изнудио Привилегијум од Паскала. Паскал је прихватио одредбе сабора у Вјену 20. октобра 1112. године. Паскалов наследник, папа Гелазије II приморан је да пред Хенриховим људима 1118. године напусти Рим. Склонио се у Француску где је умро 29. јануара 1119. године у опатији Клини. Гај је изабран за папу на изборима одржаним 2. фебруара 1119. године. Девет кардинала учествовало је на изборима јер је већина била у Риму. Устоличен је у Вјену 9. фебруара као папа Калист. 
У почетку је изгледало да је нови папа вољан да преговара са светоримским царем. Хенрик је повукао своју подршку антипапи Гргуру VII. Међутим, на сабору у Ремсу цар је дошао са војском од преко 30.000 људи. Калист је посредовао у преговорима између Хенрика и Роберта II Нормандијског. Договор није постигнут те је цар 30. октобра 1119. године екскомунициран заједно са антипапом Гргуром. Грађани Рима пружили су подршку Калисту који је приморао антипапу да побегне из Рима. Гргур је заробљен од стране Нормана из Напуљске краљевине. Пребачен је у затвор у Салерну, а потом у тврђаву Фуму. 
Калист је 1120. године издао Sicut Judaeis којим је утврдио однос папства према Јеврејима. То је било потребно због покоља над Јеврејима током Првог крсташког рата у коме је страдало више од 5000 људи. Калист је поновио одредбу папе Гргура I којом је одређено да Јевреји имају право на слободу вероисповести у Европи. Касније су ову одлуку потврдили папа Александар III, Целестин III, Иноћентије III, Хонорије III, Гргур IX, Иноћентије IV, Александар IV, Урбан IV, Гргур X, Никола III, Климент VI, Урбан V, Бонифације IX, Мартин V и Никола V. Међутим, Калист је најпознатији по доношењу Вормског конкордата којим је окончана борба за инвеституру. Вормским конкордатом цареви су одустали од инвеституре, односно од права на именовање бискупа, укључујући и самог папу. Тиме су испуњени захтеви реформског покрета на челу са Гргуром који је и покренуо сукоб. Хенрик се успео изборити да буде присутан приликом избора свих бискупа у Немачкој и пресуди у случају спора, односно једнаког броја гласова између више кандидата. Вормски конкордат је следеће године потврђен на Првом латеранском саобру. На сабору је учествовало око 300 црквених достојанственика. Сабор је у своја 22 канона регулисао још увек активан спор око инвеституре, одржавања Божјег мира, давања одрешења грехова крсташима, а додељивао је и посвете. Значајно је и то што је од времена тог концила на Западу започела својеврсна саборска пракса која ће до краја средњовековља извршити далекосежан утицај на Цркву, али и на световне државне институције. На Концилу је канонизован и један бискуп који је живео у 10. веку.

Калист је непосредно пред смрт обновио папску власт у Кампанији. Умро је 13. децембра 1124. године.